# 大衛·葛芬
大卫·劳伦斯·格芬（英語：David Lawrence Geffen，1943年2月21日—）是美国一名企业家、制片人、电影公司高管及慈善家。他在1971年与艾略特·罗伯茨共同创建了庇护所唱片，随后他又创建了格芬唱片公司（1980年）、DGC唱片（1990年）、梦工厂（1994年）等企业。而在慈善领域，他捐助了加利福尼亚大学洛杉矶分校大卫·格芬医学院等教育与研究机构。

## 早年境况
大卫·格芬出生与美国纽约市布鲁克林区的自治市公园，他是阿伯拉罕·格芬（Abraham Geffen）与巴蒂亚·沃洛夫斯卡娅（Batya Volovskaya）的孩子。格芬的母亲在自治市公园经营着一家女装店，这家店被格芬称为“雅致内衣（Chic Corsets）”。格芬的父母都是犹太移民，他们在巴勒斯坦托管地相识后移民到了美国。大卫·格芬在1960年以“勉强达到66分平均水平线”的成绩从新乌得勒支高中毕业。高中毕业后，格芬在德克萨斯大学奥斯汀分校就读了一个学期就转学至布鲁克林学院，然后他便选择了退学。退学后，他搬家至加利福尼亚州的洛杉矶市并开始从事娱乐行业。在洛杉矶期间，大卫·格芬曾短暂在圣莫妮卡的圣莫妮卡学院（当时名为“圣莫妮卡城市学院”）就读。大卫·格芬将他在学校里遇到的麻烦归咎于他的阅读障碍。

## 职业生涯
大卫·格芬曾经在1961年公映的电影《爆裂世代》中获得一个小角色，开启了他短暂的演员生涯。随后他在威廉·莫里斯经纪事务所的收发室获得一份工作，并很快就发展成为一名艺人经纪。为了获得在威廉·莫里斯公司的工作机会，大卫·格芬就必须证明自己拥有大学学位。而按照他在此后的一次报道中所宣称的那样，他在申请威廉·莫里斯公司工作机会的时候声称自己毕业自加利福尼亚大学洛杉矶分校。虽然加大洛杉矶分校曾经发函给威廉·莫里斯公司以说明格芬并非本校毕业生，但由于格芬在收发室工作，故而他截获了这封邮件并篡改为证明其毕业自该校后再交由威廉·莫里斯公司。
大卫·格芬在收发室的工作同事包括艾略特·罗伯茨，他在后来成为格芬公司的合伙人。格芬从威廉·莫里斯公司离职之后成为独立经理人，他成功地运营了劳拉·尼罗及克罗斯比、斯蒂尔斯与纳什等艺人。在参与年轻时杰克逊·布朗的唱片合约竞争时，大西洋唱片的创始人艾哈迈德·艾特根建议格芬自行创立一个音乐厂牌。

### 庇护所唱片
在大卫·格芬与杰克逊·布朗无法达成唱片合约后不久，他与艾略特·罗伯茨在1971年联合成立了“庇护所唱片”。

## 政治立场
大卫·格芬是比尔·克林顿竞选总统时的早期财务支持者。但在2001年，他与克林顿总统就是否特赦伦纳德·斐提尔产生争执，格芬的立场是希望总统特赦但遭到克林顿拒绝。
格芬同样也是贝拉克·奥巴马竞选总统时的财务支持者，他在星光熠熠的比弗利山庄为奥巴马募集了130万美元的政治捐款。

## 奖项荣誉
在2010年的摇滚名人堂评选中，大卫·格芬获得了艾哈迈德·艾特根奖。2011年2月，在第53届格莱美奖上，格芬因为“对音乐界做出了不可磨灭的贡献”而获得了国家录音艺术科学学院颁发的“院长功绩奖（President's Merit Award）”。